# パリ条約 (1763年)
パリ条約（パリじょうやく、英語: Treaty of Paris、フランス語: Traité de Paris）は、ヨーロッパの七年戦争と北アメリカ大陸のフレンチ・インディアン戦争とインドのカーナティック戦争などの講和条約。1763年2月10日にグレートブリテン王国（以下、イギリス）、フランス王国（以下、フランス）、スペイン帝国（以下、スペイン）の間で締結され、欧州外での覇権は（西欧諸国の中では）イギリス（大英帝国）が握る時代の幕開けとなった。

## 内容
フランスはケベックなどカナダの領土とミシシッピ川以東アパラチア山脈までのルイジアナをイギリスに割譲し、ミシシッピ川以西のルイジアナをスペインに割譲した。このことは、フランスが北アメリカ大陸から完全に撤退することを意味した。また、セネガルをイギリスに割譲し、一部の商業都市を除いたインドの植民地を放棄した。これによりフランスはインドから事実上撤退することになった。
そのほか、イギリスはスペインにマニラとハバナを返還するかわりにフロリダを獲得した。イギリスはこの時、西インド諸島のグアドループ、マルティニーク、セントルシア、セネガル沖のゴレ島、インドの商業都市などをフランスに返還した。フランスはかわりに上記以外に西インド諸島ではドミニカ、グレナダ、セントビンセントおよびグレナディーン諸島、トバゴ島をイギリスに返還した。イギリスはさらにスペインとの合意に基づき、イギリス領ホンジュラスの城壁を取り除く替わりに領有を維持した。
このときフランスは北アメリカでのほとんどの領土を放棄したが、ニューファンドランド島沖での漁業権とその漁獲を乾燥させるための2島、サンピエール島・ミクロン島の領有を維持。
この条約にはプロイセン王国、オーストリアは含まず、この2か国は5日後に別途フベルトゥスブルク条約で講和を結んだ。

## 影響
この条約によりイギリスとフランスのインド・北米植民地戦争は一旦決着し、イギリスがインドと北米植民地の覇権を確立した。こうしてイギリスが広大な市場を確保できたことは、産業革命の進展に大きく寄与することになった。しかし、一方で長期にわたる植民地抗争は英仏両国に深刻な経済難をもたらした。そのため、イギリスは北米植民地に対して経済統制を強め、北米移民の反発を招きアメリカ独立革命が勃発した。
フレンチ・インディアン戦争期間中に、イギリス軍によるアカディアに伴い「アカディア人追放（Great Expulsion）」が行われその多くがフランス領ルイジアナに移送されたが、条約締結後イギリスはローマ・カトリック教会の活動を許可したため、ノバスコシア、ケープ・ブレトン島などに帰還。ただし一部はニューブランズウィックへ移住したため現在でもニューブランズウィック州は英仏二カ国語が公用語となっている。
ケベックにはフランス人の子孫がそのまま現在まで住み続け、カナダの英仏二カ国語文化（バイリンガリズム）さらには多文化主義の元となった。
またサンピエール島・ミクロン島は現在でも北アメリカ唯一のフランス領となっており、1992年までカナダと排他的経済水域についての論争を引き起こした。